# Waterloo (Nebraska)
Waterloo – wieś w Stanach Zjednoczonych, w stanie Nebraska, w hrabstwie Douglas.